# 2018年アジアパラ競技大会日本選手団
2018年アジアパラ競技大会日本選手団は、インドネシアのジャカルタにおいて、10月6日から13日の日程で開催された2018年アジアパラ競技大会の日本選手団。

## メダリスト
| 網本麻里   |  | 鈴木百萌子 |  |  |
| 小田島理恵 |  | 土田真由美 |  |  |
| 北田千尋   |  | 萩野真世   |  |  |
| 北間優衣   |  | 藤井郁美   |  |  |
| 財満いずみ |  | 安尾笑     |  |  |
| 清水千浪   |  | 柳本あまね |  |  |

| 赤石竜我 |  | 土子大輔 |  |  |
| 秋田啓   |  | 豊島英   |  |  |
| 岩井孝義 |  | 藤本怜央 |  |  |
| 川原凜   |  | 古澤拓也 |  |  |
| 香西宏昭 |  | 宮島徹也 |  |  |
| 鳥海連志 |  | 村上直広 |  |  |

| 赤倉幸恵   |  | 住友美紀子 |  |  |
| 小方心織吏 |  | 田中ゆかり |  |  |
| 長田まみ子 |  | 西家道代   |  |  |
| 金木絵美   |  | 波田みか   |  |  |
| 菊池智子   |  | 藤井順子   |  |  |
| 齊藤洋子   |  |            |  |  |

| 競技                     |    |    |    | 計  |
| ------------------------ | -- | -- | -- | --- |
| 水泳                     | 23 | 28 | 29 | 80  |
| 陸上競技                 | 13 | 24 | 14 | 51  |
| 車いすテニス             | 4  | 3  | 3  | 10  |
| 自転車競技               | 3  | 2  | 4  | 9   |
| 卓球                     | 1  | 2  | 8  | 11  |
| ゴールボール             | 1  | 0  | 0  | 1   |
| テンピンボウリング       | 0  | 3  | 1  | 4   |
| 車いすフェンシング       | 0  | 2  | 7  | 9   |
| アーチェリー             | 0  | 2  | 0  | 2   |
| 車いすバスケットボール   | 0  | 2  | 0  | 2   |
| 柔道                     | 0  | 1  | 8  | 9   |
| バドミントン             | 0  | 1  | 6  | 7   |
| パワーリフティング       | 0  | 0  | 1  | 1   |
| シッティングバレーボール | 0  | 0  | 1  | 1   |
| ボッチャ                 | 0  | 0  | 1  | 1   |
| 計                       | 45 | 70 | 83 | 198 |

## アーチェリー
男子
- 安島裕
- 上山友裕
- 大山晃司
- 小野寺公正
- 仲喜嗣
- 長谷川貴大
- 服部和正
- 宮本リオン

女子
- 重定知佳
- 篠原彩
- 中西彩
- 永野美穂
- 平澤奈古

## 車いすテニス
男子
- 川野将太
- 国枝慎吾
- 眞田卓
- 菅野浩二
- 鈴木康平
- 諸石光照

女子
- 大谷桃子
- 上地結衣
- 田中愛美

## 車いすバスケットボール
男子
- 赤石竜我
- 秋田啓
- 岩井孝義
- 川原凜
- 香西宏昭
- 鳥海連志
- 土子大輔
- 豊島英
- 藤本怜央
- 古澤拓也
- 宮島徹也
- 村上直広

女子
- 網本麻里
- 小田島理恵
- 北田千尋
- 北間優衣
- 財満いずみ
- 清水千浪
- 鈴木百萌子
- 土田真由美
- 萩野真世
- 藤井郁美
- 安尾笑
- 柳本あまね

## 車いすフェンシング
男子
- 恩田竜二
- 加納慎太郎
- 笹島貴明
- 角田成
- 中川清治
- 藤田道宣
- 安直樹

女子
- 阿部知里
- 櫻井杏理
- 千坂香菜

## ゴールボール
男子
- 安藤勇二
- 金子和也
- 川嶋悠太
- 田口侑治
- 辻村真貴
- 山口凌河

女子
- 浦田理恵
- 欠端瑛子
- 小宮正江
- 髙田朋枝
- 天摩由貴
- 若杉遥

## シッティングバレーボール
男子
- 飯倉喜博
- 加藤昌彦
- 嵯峨根望
- 佐々木一成
- 高砂進
- 田澤隼
- 田中浩二
- 谷河勇綺
- 中野琢也
- 日髙恒仁
- 皆川鉄雄
- 柳昂志

女子
- 赤倉幸恵
- 小方心織吏
- 長田まみ子
- 金木絵美
- 菊池智子
- 齊藤洋子
- 住友美紀子
- 田中ゆかり
- 西家道代
- 波田みか
- 藤井順子

## 自転車競技
男子
- 川本翔大
- 木村和平

女子
- 野口佳子
- 藤井美穂

## 射撃
男子
- 大滝健太郎
- 佐々木大輔
- 望月貴裕
- 山内裕貴
- 渡邊裕介

女子
- 武樋いづみ

## 柔道
男子
- 北薗新光
- 永井崇匡
- 平井孝明
- 廣瀬悠
- 藤本聰
- 正木健人
- 松本義和

女子
- 石井亜弧
- 工藤博子
- 島田沙和
- 西村淳未
- 廣瀬順子

## 水泳
男子
- 江島大佑
- 荻原虎太郎
- 小山恭輔
- 木村敬一
- 久保大樹
- 窪田幸太
- 粂田幸仁
- 齋藤元希
- 坂倉航季
- 鈴木孝幸
- 田中康大
- 津川拓也
- 出口瑛瑚
- 東海林大
- 富田宇宙
- 中島啓智
- 長野凌生
- 中村智太郎
- 林田泰河
- 細川宏史
- 宮崎哲
- 村上舜也
- 山田拓朗

女子
- 池あいり
- 石浦智美
- 一ノ瀬メイ
- 井上舞美
- 宇津木美都
- 浦田愛美
- 岡部歩乃佳
- 小野智華子
- 笠本明里
- 加藤作子
- 北野安美紗
- 木下萌実
- 小池さくら
- 芹澤美希香
- 髙木紗知
- 辻内彩野
- 出口舞
- 奈良恵里加
- 成田真由美
- 福井香澄
- 水上真衣
- 森下友紀
- 渡邉麗美

## 卓球
男子
- 井上全悠
- 岩渕幸洋
- 垣田斉明
- 金子和也
- 木川田優大
- 齊藤元希
- 坂﨑浩樹
- 宿野部拓海
- 鈴木伸幸
- 髙橋利也
- 竹田隆
- 立石アルファ裕一
- 土井健太郎
- 永下尚也
- 松尾充浩
- 皆見信博
- 八木克勝
- 吉田信一
- 渡邊剛

女子
- 大野由美
- 木村はるみ
- 竹内望
- 友野有理
- 櫨山七菜子

## テンピンボウリング
男子
- 梅津茂俊
- 尾崎登志夫
- 清杉政敏
- 小林和明
- 戸川和夫
- 比嘉一盛
- 森寛樹
- 森透

女子
- 髙木綾子
- 森澤亜希子

## バドミントン
男子
- 今井大湧
- 浦哲雄
- 大江守
- 小林幸平
- 正垣源
- 末永敏明
- 竹山隆人
- 長島理
- 畠山洋平
- 広井拓
- 藤原大輔
- 村山浩
- 渡辺敦也

女子
- 伊藤則子
- 小倉理恵
- 里見紗李奈
- 杉野明子
- 鈴木亜弥子
- 福家育美
- 山崎悠麻

## パワーリフティング
男子
- 宇城元
- 大堂秀樹
- 戸田雄也
- 中辻克仁
- 西崎哲男
- 樋口健太郎
- 馬島誠
- 松崎泰治
- 三浦浩

女子
- 成毛美和
- 森崎可林

## ボッチャ
男子
- 江崎駿
- 河本圭亮
- 杉村英孝
- 高橋和樹
- 中村拓海
- 廣瀬隆喜
- 古満渉

女子
- 田中恵子
- 藤井友里子

## 陸上競技
男子
- 赤井大樹
- 芦田創
- 安西伸浩
- 井草貴文
- 石田正大
- 井谷俊介
- 伊藤竜也
- 伊藤智也
- 上与那原寛和
- 大槻浩二
- 唐澤剣也
- 久保恒造
- 倉本翼
- 小久保寛太
- 小曽根亮
- 古畑篤郎
- 佐藤圭太
- 佐藤友祈
- 鈴木徹
- 鈴木朋樹
- 鈴木雄大
- 谷口真大
- 出戸端望
- 十川裕次
- 藤嶋大輔
- 堀越信司
- 松永仁志
- 眞野雄輝
- 森卓也
- 山口光男
- 山崎晃裕
- 山路竣哉
- 和田伸也
- 渡辺勝

女子
- 阿利美咲
- 井内菜津美
- 金涌貴子
- 北浦春香
- 木下麻奈美
- 木山由加
- 倉内未来
- 小西恵子
- 齋藤由希子
- 酒井園実
- 櫻井円
- 佐々木真菜
- 佐藤智美
- 澤田優蘭
- 重本沙絵
- 十代茜
- 高桑早生
- 高田千明
- 高圡文子
- 高松佑圭
- 竹村明結美
- 田中照代
- 兎澤朋美
- 外山愛美
- 中田裕美
- 中西麻耶
- 中村嘉代
- 中山和美
- 藤田真理子
- 前川楓
- 蒔田沙弥香
- 松本光代
- 山本萌恵子
- 吉川琴美

## ローンボウルズ
男子
- 植松博至
- 児島久雄
- 山外芳敬